# Aluette
El Aluette es un juego de naipes francés que se juega especialmente en las zonas rurales y costeras entre el estuario de la Gironda y el estuario del Loira. Se presenta equivocadamente como un juego folclórico y específico del departamento de Vendée. Parece que se juega todavía en la zona sudoeste del Loira Atlántico, llamado País de Retz. Se practica también en reuniones familiares, en Saint Nazaire, donde se jugaba en los cafés hasta los años '60. En esa época se jugaba también en la Briere y en la península de Guerande. También se jugaba en los puertos de Cotentin, donde la práctica ha desaparecido hoy.
Es un juego de mesa para cuatro jugadores, dos contra dos, que se juega con baraja española de 48 naipes ligeramente modificada. Se juega por señas que permiten a los del mismo equipo comunicarse información sobre su juego. Se dice «jugar a la aluette» (en los textos escritos) o, más frecuentemente, «jugar a la vaca» (de forma oral), por el nombre de una de las cartas del juego.

## Orígenes y evolución

### Etimología
La forma más antigua de la palabra «aluette» es «luette», de origen incierto. Rabelais, en su obra, menciona dos veces un «juego de luettes»: una primera en Pantagruel (1532) y otra en Gargantua (1534), sin que sea posible saber con seguridad si se trata de un juego de naipes.
La evolución de «la luette» habría dado «l'aluette» y las explicaciones que viene de la palabra «alouette» (alondra) o «sans luette» (sin campanilla de la garganta) porque los signos harían el juego mudo, lo que no es cierto, son falsas.

### Naipes

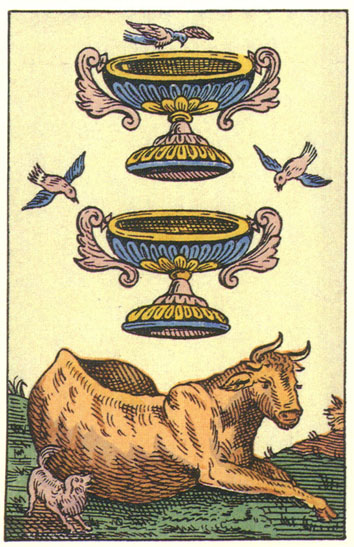
El dos de copas, llamado la vache (la vaca) de una baraja de Aluette.

Los naipes utilizados son los de la baraja española de 48 cartas, tal como se imprimían en Thiers, en la Auvernia, hasta el siglo XVII, para el mercado español. Los palos son oros, copas, espadas y bastos. Se sabe de estos naipes en Francia durante los siglos XVII y XVIII, época en la que los impresores de cartas franceses, especialmente de Thiers, los exportaban a España, a través de Nantes. Desde 1700 los fabricantes instalados en Nantes los fabricaron también.
| Palo |               |             |             |                |
|      | Spade Espadas | Coppe Copas | Denari Oros | Bastoni Bastos |

El diseño ha seguido una evolución larga, hasta que se fijó a principios del XIX. Las cartas fuertes del juego, así como algunas cartas blancas presentan retratos o símbolos característicos, lo que hace esta baraja específica para el «Aluette» y por lo tanto se vende bajo ese nombre. Nada impide jugar con una baraja española si los jugadores conocen suficientemente las cartas. Y como dice el «Código de los juegos», también puede jugarse con una francesa, quitando los dieces y conviniendo una correspondencia entre palos con los de la baraja española.

### Reglas
El origen de las reglas del juego es desconocido. Hay dos hipótesis opuestas:
- Tienen su origen en España y fue introducido por marinos españoles en puertos del oeste de Francia; pero curiosamente no llegó al sudoeste de Francia y el juego ha desaparecido de España sin dejar rastro.
- Nació en el Oeste de Francia y se tomaron para él los únicos naipes existentes en el XVI, y habría resistido a la conversión general a la baraja francesa que tuvo lugar en el siglo XVIII.

Las reglas del juego han cambiado a lo largo de los siglos. Su característica fundamental es que es un juego de bazas, sin triunfo y donde el palo es indiferente. El uso de señas es el rasgo más llamativo del juego pero no el más importante. Se emplean en otros juegos de naipes con reglas muy diferentes:
- El Mus, juego vasco conocido desde el siglo XVII. Se juega con baraja española de 40 naipes y con señas.
- La Brisca, juego español que también se juega con baraja española de 40 naipes.
- El watten, juego austriaco que se juega con 36 naipes alemanes.
- El Truco, juego conocido en las tierras de la antigua corona de Aragón y en América del Sur, y conocido también como «trut» en el oeste de Francia desde el siglo XVII, comparte con el Aluette el modo de juego y la estructura de las reglas. Es posible que compartan un antecesor común.

## Reglas del juego

### Objetivo del juego
- Se juega a cuatro, por equipos de dos. Gana el equipo que consigue cinco puntos primero.
- Cada manga consiste en nueve bazas. Las bazas se cuentan por jugador, no por equipo. Al terminar cada manga, el jugador que ha levantado más bazas, aporta un punto a su equipo. Si dos jugadores tienen el mismo número de bazas, gana la manga el jugador que primero haya ganado la última suya.

### Las cartas
Los cuatro palos (oros, copas, espadas, bastos) tienen el mismo valor y no hay triunfos.
Las cuarenta y ocho cartas, de la más fuerte a la más débil, se clasifican en cuatro categorías:
Los «luettes»:
- Monsieur (Señor) 3 de oros
- Madame (Señora) 3 de copas
- El Tuerto, 2 de oros
- La Vaca, 2 de copas

Los «dobles» :
- Nueve grande, 9 de copas
- Nueve pequeño, 9 de oros
- Dos de roble, 2 de bastos
- Dos de escrito, 2 de espadas

16 figuras: ases, reyes, caballos, sotas
24 «bigailles» (algo así como calderilla): del 9 al 3 (salvo el 3 de oros, el 3 de copas, el 9 de copas y el 9 de oros). En algunos juegos españoles semejantes, se llamaría cartas blancas.
El 5 de oros se llama el beso-fuerte, sin que la carta tenga un valor especial. Representa una pareja abrazándose o besándose, según las épocas.

### Las señas
A cada carta está asociada una seña (hay variantes regionales) para permitir a cada jugador hacer saber su juego a su compañero:
- Señor: mirar arriba
- Señora: levantar la comisura de los labios de un lado (o inclinar la cabeza)
- El tuerto: guiñar un ojo
- La Vaca: poner mala cara
- Nueve grande: enseñar el pulgar
- Nueve pequeño: enseñar el meñique
- Dos de roble (bastos): enseñar el dedo índice (o levantar el índice y el corazón)
- Dos de escrito: mover el pulgar y el índice hacia la mesa como para escribir
- As: abrir la boca (o enseñar la lengua o golpear ligeramente los dientes)

Los más utilizados son el As, la vaca, el tuerto y Señor. Los demás se dicen «encima» o «debajo». También «encima de encima» o «debajo del bajo» para señalar una diferencia de dos niveles respecto a la señal anterior, a veces combinado con «después». Ejemplo: as, rey, dos de roble, se señalaría (golpe de lengua), añadiendo: «debajo del bajo y debajo después»
Un juego flojo o muy flojo se señala por el signo «maldición», que consiste en levantar más o menos el hombro. Si el compañero tampoco está bien servido, el equipo puede decidir ceder el punto sin jugar.

### Desarrollo de la partida
- Las cartas se reparten de tres en tres, es decir, nueve cartas cada uno y doce en el «talon» (que se podría traducir por «mazo»)
- Si se juega a la variante llamada del «gato» y los cuatro jugadores se ponen de acuerdo, las doce cartas del pozo se reparten entre los dos jugadores situados a la izquierda del que reparte. Entonces estos dos devuelven seis cartas cada uno al mazo.
- Los jugadores pueden hacer saber su juego a su compañero, haciendo las señas convenidas discretamente, a la vez que tratan de ver las señas de sus adversarios. Así, hay un «llevador» (el que tiene mejor juego o sabe jugar mejor) y un «llevado» en cada equipo.
- Se juega en el sentido de las agujas del reloj. El jugador de la izquierda del que ha repartido comienza y los jugadores hacen doce bazas. No hay obligación de seguir el palo ni de superar a los demás. El que se lleva cada baza, empieza la siguiente. Se habla mucho durante la partida, incluso para decir al compañero la carta que ha de jugar. Una expresión frecuente es «mettre à la force» (algo así como «meter caña»), que consiste en probar al adversario con una carta mediana (calderilla o as).
- Juego «podrido» o juego «igualado»: cuando las cartas mayores de una mano tienen el mismo valor (por ejemplo, dos reyes o dos ases), nadie gana la baza (está «podrido»). Se ponen las cartas en el mazo y es mano el mismo jugador. Para el cuarto jugador de la leva, el interés de esta técnica es, por un lado, no privarse de una carta buena para que la mano siguiente sea de cartas bajas, no dejando la mano al adversario y, por otro lado, quedarse a «verlas venir», es decir, forzar al adversario a volver a jugar y a descubrir su juego. Este juego muestra a menudo la voluntad del jugador de hacer «mordienne»

«mordienne» (algo así como «jurar», en el sentido de decir un taco)
- Hacer «mordienne» (jurar), es ganar llevándose consecutivamente como mínimo las tres últimas bazas sin haberse llevado otra mano antes y sin que las últimas bazas hayan sido «podridas». Por ejemplo, si cada uno de los otros jugadores ha ganado dos bazas, el que se lleva las tres últimas hace «mordienne».
- La intención de hacer «mordienne» se anuncia al compañero mordiéndose el labio.
- La «mordienne» supone dos puntos. Si se anuncia de viva voz al principio de la manga, puede ser aceptada o no por el equipo contrario: si se acepta, la partida se juega a diez puntos y el que gana, se adjudica 2 puntos. Si no se acepta, no se juega la manga y el que lo anunció gana un punto.

## Interés del juego
El aluette es un juego casi olvidado hoy y no se puede dejar de señalar que a su desaparición podrían seguir las de las lenguas vernáculas de Poitou y el Saintongeais (hablado en las regiones francesas de Aunis, Saintonge y Angoumois). Sin embargo este juego tiene cualidades específicas que podrían hacerle merecer un revisión de su interés:
- el exotismo del juego, porque es el único que se juega en Francia con baraja española y que varias de ellas son específicas de este juego.
- la originalidad del modo de contar el juego al compañero por señas.
- la sociabilidad que genera el juego, como consecuencia de las señas y de la total libertad de palabra en las partidas. Constatando el renacimiento de la moda de juegos de mesa desde fines de los años 1990, se podría decir que el aluette podría encontrar un sitio en el gusto de la gente entre el tarot y el Jungle Speed, por ejemplo.

#### Etimología y lenguaje
- Pierre Rézeau, Dictionnaire du français régional de Poitou-Charentes et de Vendée, Éditions Bonneton, Paris, 1990.
- Michel Gautier et Dominique Gauvrit, Une autre vendée chapitre XXVIII, Éditions du Cercle d'Or, Les Sables d'Olonne, 1981 (explicación de muchas expresiones dialectales usadas en el juego, en francés).

#### Reglas
- Revue du Bas-Poitou, tome XVIII, Fontenay le Comte, 1907.
- Claude Aveline, Le Code des jeux, Hachette, Paris, 1961.
- J.M. Simon, Règle du jeu de cartes d'aluette, Grimaud, Paris, 1969.

#### Orígenes y evolución
- Alain Borvo, Anatomie d'un jeu de cartes - l'aluette ou le jeu de la vache, Librairie nantaise Yves Vachon, Nantes, 1977.
- Alain Borvo, Découvrez l'aluette dans Jeux et Stratégie, 4 août 1980.
- Jean-Marie Lhôte, Dictionnaire des jeux de société, Flammarion, Paris, 1996.